# 7-es busz (Salgótarján)
A salgótarjáni 7-es jelzésű autóbuszok a Helyi Autóbusz-állomás és a Fáy András körút között közlekedik. Menetidő 30 perc útvonalán szóló autóbuszok közlekednek.

## Története
A Kemerovó-lakótelep 1960-as évekbeli átadását követően sokáig nélkülözni kellett, az ott lakóknak a helyi járati autóbuszokat, ugyanis a Dimitrov út (ma Losonci út és Alkotmány út) állapota sokáig nem volt alkalmas menetrend szerinti autóbusz-közlekedésre. 1970-ben indult el a 7-es jelzésű járat a Helyi járati autóbusz-állomás – Dimitrov út – Kemerovo körút útvonalon. Még ugyanebben az évben elindult a párja 7A jelzéssel azonban az a járat a Kórház felé közlekedett.
A járatok sokáig tartózkodás után indultak vissza a Kemerovó-lakótelepi végállomásról (ez a megálló valószínűleg a mai Fáy András körút 20. megálló lehetett) a helyi járati autóbusz-végállomásra. Ez a rendszer 1981.október 5-én szűnt meg azóta a buszok tartózkodás nélkül járnak körbe a Kemerovó-lakótelepen.
A 7-es útvonalán az első változás 1989-ben történt amikor a Dimitrov út Kossuth utca és Bem utca közötti szakaszán (ma: Alkotmány út) megszűnt a buszközlekedés és a buszokat átirányították a 21-es út abban az évben átadott belvárost tehermentesítő szakaszára. A  Dimitrov úton megszűnt a buszmegálló, azonban a tehermentesítő úton nem létesítettek új buszmegállót a pótlására, a buszmegálló csak később, a lakosság kérésére lett létesítve.
2001-ben a Fáy András körút felújítása miatt az év augusztus 31-től szeptember 8-ig a 7-es és 7A buszok csak a Losonci út 61. megállóig jártak.
A 7-es busznak 2004-2005 környékén indult 2 járata amely a Forgách telepre betért, később ezen járatok szolgáltak a 27-es és a 27A-s jelzésű buszok alapjául.
A tehermentesítő út északi szakaszának építésének kezdetén (2005 környéke) a 7-es útvonalát áthelyezték, a 7A busszal párhuzamosan közlekedett, majd később a Helyi autóbusz-állomás felé áthelyezték az útvonalát vissza a Losonci útra és az Alkotmány útra. A Postai aluljárónál lévő buszmegálló pótlására egy ideiglenes buszmegállót helyeztek el a Kálvária-lépcsőnél az Alkotmány úton, nagyjából ugyanazon a helyen ahol a buszok régi megállója volt. A jelenlegi útvonalán a tehermentesítő út 2008-as átadása óta közlekedik. Később pár járatot iskolai előadások napján, a Kodály Zoltán Általános Iskola kérésére visszaállították az eredeti útvonalára.
2012.július 1-je óta a jelenlegi útvonalától eltérő útvonalon közlekedő járatok saját járatszámot kaptak. a Helyi autóbusz-állomás – Losonci út – Fáy András körút – Kórház – Helyi autóbusz-állomás útvonalon közlekedő buszok 7B a  Helyi autóbusz-állomás – Losonci út – Fáy András körút – Losonci út – Helyi autóbusz-állomás – Uzoni Péter Iskola útvonalon közlekedő járatok 7C jelzést kaptak.

## Útvonala
| 7 Helyi Autóbusz-állomás - Kórház - Fáy András körút - Losonci út - Helyi Autóbusz-állomás | 7B Helyi Autóbusz-állomás - Losonci út - Fáy András körút - Kórház - Helyi Autóbusz-állomás | 7C Helyi Autóbusz-állomás - Losonci út - Fáy András körút - Losonci út - Helyi Autóbusz-állomás (- Uzoni Péter Iskola) |
| --- | --- | --- |
| - Helyi Autóbusz-állomás - Rákóczi út - Füleki út - Móricz Zsigmond út - Kercseg út - Fáy András körút - Fáy András körút 20. - Fáy András körút - Kercseg út - Losonci út - Kossuth Lajos utca - Bajcsy-Zsilinszki út - Bem út - Rákóczi út - Helyi Autóbusz-állomás | - Helyi Autóbusz-állomás - Rákóczi út - Bem út - Bajcsy-Zsilinszki út - Kossuth Lajos utca - Losonci út - Kercseg út - Fáy András körút - Fáy András körút 20. - Fáy András körút - Kercseg út - Móricz Zsigmond út - Füleki út - Rákóczi út - Helyi Autóbusz-állomás | - Helyi Autóbusz-állomás - Rákóczi út - Bem út - Bajcsy-Zsilinszki út - Kossuth Lajos utca - Losonci út - Kercseg út - Fáy András körút - Fáy András körút 20. - Fáy András körút - Kercseg út - Losonci út - Kossuth Lajos utca - Bajcsy-Zsilinszki út - Bem út - Rákóczi út - Csokonai út - Nagymező út - Uzoni Iskola |

## Megállóhelyei
| 7 (Helyi autóbusz-állomás → Kórház → Fáy András körút → Losonci út → Helyi autóbusz-állomás) |                              | | |
| Perc (↓)                                                                                     | Megállóhely                  | Megállóhelyet érintő járatok | Fontosabb létesítmények                                                                                              |
| 0                                                                                            | Helyi autóbusz-állomás       | 1, 1U, 2A, 2T, 3, 3C, 4, 5, 6, 7, 7A, 7B, 7C, 8, 9, 11, 11A, 11B, 13, 14, 19, 27A, 36, 46, 58, 63, 63S, 113 1305, 3055, 3058, 3075, 3080, 3081 Hatvan–Somoskőújfalu-vasútvonal | Salgótarján külső Salgótarján helyi autóbusz-állomás                                                                 |
| 1                                                                                            | Külső-pályaudvar bejárati út | 1, 1U, 2A, 2T, 3, 3C, 4, 5, 6, 7, 7A, 7B, 7C, 8, 9, 11, 11A, 11B, 13, 14, 19, 27A, 36, 46, 58, 63, 63S, 113 1305, 3055, 3058, 3075, 3080, 3081 Hatvan–Somoskőújfalu-vasútvonal | Salgótarján külső Salgótarján helyi autóbusz-állomás                                                                 |
| 2                                                                                            | Tűzhelygyár alsó             | 1, 1U, 2A, 2T, 3C, 5, 6, 7, 7A, 7B, 7C, 8, 11, 11A, 11B, 13, 14, 19, 27A, 36, 46, 58, 63, 63S, 113                                                                             | Tűzhelygyár |
| 3                                                                                            | Tűzhelygyár                  | 1, 1U, 2A, 2T, 3C, 5, 6, 7, 7A, 7B, 7C, 8, 11, 11A, 11B, 13, 14, 19, 27A, 36, 46, 58, 63, 63S, 113 1305, 3055, 3058, 3075, 3080, 3081                                          | Tűzhelygyár, Salgótarjáni Szakképzési Centrum Stromfeld Aurél Gépipari, Építőipari és Informatikai Szakközépiskolája |
| 5                                                                                            | Megyeháza                    | 1, 1U, 3C, 5, 6, 7, 7A, 7B, 7C, 8, 9, 11, 11A, 11B, 13, 14, 19, 27A, 36, 46, 58, 63, 63S, 113 1305, 3055, 3058, 3075, 3080, 3081                                               | Megyeháza |
| 6                                                                                            | Bem utca                     | 1, 3C, 5, 6, 7, 7A, 7B, 7C, 8, 11, 11A, 11B, 14, 19, 27A, 36, 46, 58, 63, 63S                                                                                                  | Városháza, Dornyay Béla Múzeum, Apolló Mozi                                                                          |
| 8                                                                                            | Fő tér                       | 1, 1U, 6, 7, 7A, 7B, 11, 11A, 11B, 13, 14, 19, 27A, 36, 46, 63, 63S, 113 Hatvan–Somoskőújfalu-vasútvonal                                                                       | Salgótarján József Attila Művelődési és Konferencia Központ, Karancs Szálló, dr. Förster Kálmán Emlékpark            |
| 10                                                                                           | Füleki úti körforgalom       | 1, 1U, 6, 7, 7A, 7B, 11, 11A, 11B, 13, 14, 19, 27A, 36, 46, 63, 63S, 113 | |
| 11                                                                                           | Szent Lázár Kórház           | 6, 7, 7A, 7B, 11, 11A, 11B, 19, 27A, 36, 61, 63, 63S, 113 | Nógrád Vármegyei Szent Lázár Kórház                                                                                  |
| 13                                                                                           | Rendelőintézet               | 6, 7, 7A, 7B, 11, 11A, 11B, 19, 27A, 36, 61, 63, 63S, 113 | Rendelőintézet |
| 15                                                                                           | Losonci út 61.               | 7, 7A, 7B, 7C, 27A | |
| 16                                                                                           | Fáy András körút 90.         | 7, 7A, 7B, 7C, 27A | Körúti Óvoda |
| 17                                                                                           | Kiskörúti elágazás           | 7, 7A, 7B, 7C, 27A | |
| 18                                                                                           | Fáy András körút 20.         | 7, 7A, 7B, 7C, 27A | |
| 19                                                                                           | Kercseg út 35.               | 7, 7A, 7B, 7C, 27A | |
| 20                                                                                           | Losonci út 29/A              | 7, 7B, 7C | |
| 21                                                                                           | Sportcentrum                 | 7, 7B, 7C | Szabadidő és Sportcentrum                                                                                            |
| 22                                                                                           | Losonci út 22.               | 7, 7B, 7C | Városi Sportcsarnok, Salgótarjáni Általános Iskola Kodály Zoltán Tagiskolája                                         |
| 23                                                                                           | Postai aluljáró              | 7, 7B, 7C | Salgótarján Balassi Bálint Könyvtár                                                                                  |
| 26                                                                                           | Megyeháza                    | 1, 1U, 3C, 5, 6, 7, 7A, 7B, 7C, 8, 9, 11, 11A, 11B, 13, 14, 19, 27A, 36, 46, 58, 63, 63S, 113 1305, 3055, 3058, 3075, 3080, 3081                                               | Megyeháza |
| 27                                                                                           | Tűzhelygyár                  | 1, 1U, 2A, 2T, 3C, 5, 6, 7, 7A, 7B, 7C, 8, 11, 11A, 11B, 13, 14, 19, 27A, 36, 46, 58, 63, 63S, 113 1305, 3055, 3058, 3075, 3080, 3081                                          | Tűzhelygyár, Salgótarjáni Szakképzési Centrum Stromfeld Aurél Gépipari, Építőipari és Informatikai Szakközépiskolája |
| 28                                                                                           | Tűzhelygyár alsó             | 1, 1U, 2A, 2T, 3C, 5, 6, 7, 7A, 7B, 7C, 8, 11, 11A, 11B, 13, 14, 19, 27A, 36, 46, 58, 63, 63S, 113                                                                             | Tűzhelygyár |
| 29                                                                                           | Külső-pályaudvar bejárati út | 1, 1U, 2A, 2T, 3, 3C, 4, 5, 6, 7, 7A, 7B, 7C, 8, 9, 11, 11A, 11B, 13, 14, 19, 27A, 36, 46, 58, 63, 63S, 113 1305, 3055, 3058, 3075, 3080, 3081 Hatvan–Somoskőújfalu-vasútvonal | Salgótarján külső Salgótarján helyi autóbusz-állomás                                                                 |
| 30                                                                                           | Helyi autóbusz-állomás       | 1, 1U, 2A, 2T, 3, 3C, 4, 5, 6, 7, 7A, 7B, 7C, 8, 9, 11, 11A, 11B, 13, 14, 19, 27A, 36, 46, 58, 63, 63S, 113 1305, 3055, 3058, 3075, 3080, 3081 Hatvan–Somoskőújfalu-vasútvonal | Salgótarján külső Salgótarján helyi autóbusz-állomás                                                                 |

| 7B (Helyi autóbusz-állomás → Losonci út → Fáy András körút → Kórház → Helyi autóbusz-állomás) |                              | | |
| Perc (↓)                                                                                      | Megállóhely                  | Megállóhelyet érintő járatok | Fontosabb létesítmények                                                                                              |
| 0                                                                                             | Helyi autóbusz-állomás       | 1, 1U, 2A, 2T, 3, 3C, 4, 5, 6, 7, 7A, 7B, 7C, 8, 9, 11, 11A, 11B, 13, 14, 19, 27A, 36, 46, 58, 63, 63S, 113 1305, 3055, 3058, 3075, 3080, 3081 Hatvan–Somoskőújfalu-vasútvonal | Salgótarján külső Salgótarján helyi autóbusz-állomás                                                                 |
| 1                                                                                             | Külső-pályaudvar bejárati út | 1, 1U, 2A, 2T, 3, 3C, 4, 5, 6, 7, 7A, 7B, 7C, 8, 9, 11, 11A, 11B, 13, 14, 19, 27A, 36, 46, 58, 63, 63S, 113 1305, 3055, 3058, 3075, 3080, 3081 Hatvan–Somoskőújfalu-vasútvonal | Salgótarján külső Salgótarján helyi autóbusz-állomás                                                                 |
| 2                                                                                             | Tűzhelygyár alsó             | 1, 1U, 2A, 2T, 3C, 5, 6, 7, 7A, 7B, 7C, 8, 11, 11A, 11B, 13, 14, 19, 27A, 36, 46, 58, 63, 63S, 113                                                                             | Tűzhelygyár |
| 3                                                                                             | Tűzhelygyár                  | 1, 1U, 2A, 2T, 3C, 5, 6, 7, 7A, 7B, 7C, 8, 11, 11A, 11B, 13, 14, 19, 27A, 36, 46, 58, 63, 63S, 113 1305, 3055, 3058, 3075, 3080, 3081                                          | Tűzhelygyár, Salgótarjáni Szakképzési Centrum Stromfeld Aurél Gépipari, Építőipari és Informatikai Szakközépiskolája |
| 5                                                                                             | Megyeháza                    | 1, 1U, 3C, 5, 6, 7, 7A, 7B, 7C, 8, 9, 11, 11A, 11B, 13, 14, 19, 27A, 36, 46, 58, 63, 63S, 113 1305, 3055, 3058, 3075, 3080, 3081                                               | Megyeháza |
| 6                                                                                             | Bem utca                     | 1, 3C, 5, 6, 7, 7A, 7B, 7C, 8, 11, 11A, 11B, 14, 19, 27A, 36, 46, 58, 63, 63S                                                                                                  | Városháza, Dornyay Béla Múzeum, Apolló Mozi                                                                          |
| 10                                                                                            | Postai aluljáró              | 7, 7B, 7C | Salgótarján Balassi Bálint Könyvtár                                                                                  |
| 12                                                                                            | Losonci út 22.               | 7, 7B, 7C | Városi Sportcsarnok, Salgótarjáni Általános Iskola Kodály Zoltán Tagiskolája                                         |
| 13                                                                                            | Sportcentrum                 | 7, 7B, 7C | Szabadidő és Sportcentrum                                                                                            |
| 14                                                                                            | Losonci út 29/A              | 7, 7B, 7C | |
| 15                                                                                            | Losonci út 61.               | 7, 7A, 7B, 7C, 27A | |
| 16                                                                                            | Fáy András körút 90.         | 7, 7A, 7B, 7C, 27A | Körúti Óvoda |
| 17                                                                                            | Kiskörúti elágazás           | 7, 7A, 7B, 7C, 27A | |
| 18                                                                                            | Fáy András körút 20.         | 7, 7A, 7B, 7C, 27A | |
| 19                                                                                            | Kercseg út 35.               | 7, 7A, 7B, 7C, 27A | |
| 20                                                                                            | Rendelőintézet               | 6, 7, 7A, 7B, 11, 11A, 11B, 19, 27A, 36, 61, 63, 63S, 113 | Rendelőintézet |
| 21                                                                                            | Szent Lázár Kórház           | 6, 7, 7A, 7B, 11, 11A, 11B, 19, 27A, 36, 61, 63, 63S, 113 | Nógrád Vármegyei Szent Lázár Kórház                                                                                  |
| 22                                                                                            | Füleki úti körforgalom       | 1, 1U, 6, 7, 7A, 7B, 11, 11A, 11B, 13, 14, 19, 27A, 36, 46, 63, 63S, 113 | |
| 24                                                                                            | Fő tér                       | 1, 1U, 6, 7, 7A, 7B, 11, 11A, 11B, 13, 14, 19, 27A, 36, 46, 63, 63S, 113 Hatvan–Somoskőújfalu-vasútvonal                                                                       | Salgótarján József Attila Művelődési és Konferencia Központ, Karancs Szálló, dr. Förster Kálmán Emlékpark            |
| 26                                                                                            | Megyeháza                    | 1, 1U, 3C, 5, 6, 7, 7A, 7B, 7C, 8, 9, 11, 11A, 11B, 13, 14, 19, 27A, 36, 46, 58, 63, 63S, 113 1305, 3055, 3058, 3075, 3080, 3081                                               | Megyeháza |
| 27                                                                                            | Tűzhelygyár                  | 1, 1U, 2A, 2T, 3C, 5, 6, 7, 7A, 7B, 7C, 8, 11, 11A, 11B, 13, 14, 19, 27A, 36, 46, 58, 63, 63S, 113 1305, 3055, 3058, 3075, 3080, 3081                                          | Tűzhelygyár, Salgótarjáni Szakképzési Centrum Stromfeld Aurél Gépipari, Építőipari és Informatikai Szakközépiskolája |
| 28                                                                                            | Tűzhelygyár alsó             | 1, 1U, 2A, 2T, 3C, 5, 6, 7, 7A, 7B, 7C, 8, 11, 11A, 11B, 13, 14, 19, 27A, 36, 46, 58, 63, 63S, 113                                                                             | Tűzhelygyár |
| 29                                                                                            | Külső-pályaudvar bejárati út | 1, 1U, 2A, 2T, 3, 3C, 4, 5, 6, 7, 7A, 7B, 7C, 8, 9, 11, 11A, 11B, 13, 14, 19, 27A, 36, 46, 58, 63, 63S, 113 1305, 3055, 3058, 3075, 3080, 3081 Hatvan–Somoskőújfalu-vasútvonal | Salgótarján külső Salgótarján helyi autóbusz-állomás                                                                 |
| 30                                                                                            | Helyi autóbusz-állomás       | 1, 1U, 2A, 2T, 3, 3C, 4, 5, 6, 7, 7A, 7B, 7C, 8, 9, 11, 11A, 11B, 13, 14, 19, 27A, 36, 46, 58, 63, 63S, 113 1305, 3055, 3058, 3075, 3080, 3081 Hatvan–Somoskőújfalu-vasútvonal | Salgótarján külső Salgótarján helyi autóbusz-állomás                                                                 |

| 7C (Helyi autóbusz-állomás → Losonci út → Fáy András körút → Losonci út → Uzoni Iskola) |                              | | |
| Perc (↓)                                                                                | Megállóhely                  | Megállóhelyet érintő járatok | Fontosabb létesítmények                                                                                              |
| 0                                                                                       | Helyi autóbusz-állomás       | 1, 1U, 2A, 2T, 3, 3C, 4, 5, 6, 7, 7A, 7B, 7C, 8, 9, 11, 11A, 11B, 13, 14, 19, 27A, 36, 46, 58, 63, 63S, 113 1305, 3055, 3058, 3075, 3080, 3081 Hatvan–Somoskőújfalu-vasútvonal | Salgótarján külső Salgótarján helyi autóbusz-állomás                                                                 |
| 1                                                                                       | Külső-pályaudvar bejárati út | 1, 1U, 2A, 2T, 3, 3C, 4, 5, 6, 7, 7A, 7B, 7C, 8, 9, 11, 11A, 11B, 13, 14, 19, 27A, 36, 46, 58, 63, 63S, 113 1305, 3055, 3058, 3075, 3080, 3081 Hatvan–Somoskőújfalu-vasútvonal | Salgótarján külső Salgótarján helyi autóbusz-állomás                                                                 |
| 2                                                                                       | Tűzhelygyár alsó             | 1, 1U, 2A, 2T, 3C, 5, 6, 7, 7A, 7B, 7C, 8, 11, 11A, 11B, 13, 14, 19, 27A, 36, 46, 58, 63, 63S, 113                                                                             | Tűzhelygyár |
| 3                                                                                       | Tűzhelygyár                  | 1, 1U, 2A, 2T, 3C, 5, 6, 7, 7A, 7B, 7C, 8, 11, 11A, 11B, 13, 14, 19, 27A, 36, 46, 58, 63, 63S, 113 1305, 3055, 3058, 3075, 3080, 3081                                          | Tűzhelygyár, Salgótarjáni Szakképzési Centrum Stromfeld Aurél Gépipari, Építőipari és Informatikai Szakközépiskolája |
| 5                                                                                       | Megyeháza                    | 1, 1U, 3C, 5, 6, 7, 7A, 7B, 7C, 8, 9, 11, 11A, 11B, 13, 14, 19, 27A, 36, 46, 58, 63, 63S, 113 1305, 3055, 3058, 3075, 3080, 3081                                               | Megyeháza |
| 6                                                                                       | Bem utca                     | 1, 3C, 5, 6, 7, 7A, 7B, 7C, 8, 11, 11A, 11B, 14, 19, 27A, 36, 46, 58, 63, 63S                                                                                                  | Városháza, Dornyay Béla Múzeum, Apolló Mozi                                                                          |
| 10                                                                                      | Postai aluljáró              | 7, 7B, 7C | Salgótarján Balassi Bálint Könyvtár                                                                                  |
| 12                                                                                      | Losonci út 22.               | 7, 7B, 7C | Városi Sportcsarnok, Salgótarjáni Általános Iskola Kodály Zoltán Tagiskolája                                         |
| 13                                                                                      | Sportcentrum                 | 7, 7B, 7C | Szabadidő és Sportcentrum                                                                                            |
| 14                                                                                      | Losonci út 29/A              | 7, 7B, 7C | |
| 15                                                                                      | Losonci út 61.               | 7, 7A, 7B, 7C, 27A | |
| 16                                                                                      | Fáy András körút 90.         | 7, 7A, 7B, 7C, 27A | Körúti Óvoda |
| 17                                                                                      | Kiskörúti elágazás           | 7, 7A, 7B, 7C, 27A | |
| 18                                                                                      | Fáy András körút 20.         | 7, 7A, 7B, 7C, 27A | |
| 19                                                                                      | Kercseg út 35.               | 7, 7A, 7B, 7C, 27A | |
| 20                                                                                      | Losonci út 29/A              | 7, 7B, 7C | |
| 21                                                                                      | Sportcentrum                 | 7, 7B, 7C | Szabadidő és Sportcentrum                                                                                            |
| 22                                                                                      | Losonci út 22.               | 7, 7B, 7C | Városi Sportcsarnok, Salgótarjáni Általános Iskola Kodály Zoltán Tagiskolája                                         |
| 23                                                                                      | Postai aluljáró              | 7, 7B, 7C | Salgótarján Balassi Bálint Könyvtár                                                                                  |
| 26                                                                                      | Megyeháza                    | 1, 1U, 3C, 5, 6, 7, 7A, 7B, 7C, 8, 9, 11, 11A, 11B, 13, 14, 19, 27A, 36, 46, 58, 63, 63S, 113 1305, 3055, 3058, 3075, 3080, 3081                                               | Megyeháza |
| 27                                                                                      | Tűzhelygyár                  | 1, 1U, 2A, 2T, 3C, 5, 6, 7, 7A, 7B, 7C, 8, 11, 11A, 11B, 13, 14, 19, 27A, 36, 46, 58, 63, 63S, 113 1305, 3055, 3058, 3075, 3080, 3081                                          | Tűzhelygyár, Salgótarjáni Szakképzési Centrum Stromfeld Aurél Gépipari, Építőipari és Informatikai Szakközépiskolája |
| 28                                                                                      | Tűzhelygyár alsó             | 1, 1U, 2A, 2T, 3C, 5, 6, 7, 7A, 7B, 7C, 8, 11, 11A, 11B, 13, 14, 19, 27A, 36, 46, 58, 63, 63S, 113                                                                             | Tűzhelygyár |
| 29                                                                                      | Külső-pályaudvar bejárati út | 1, 1U, 2A, 2T, 3, 3C, 4, 5, 6, 7, 7A, 7B, 7C, 8, 9, 11, 11A, 11B, 13, 14, 19, 27A, 36, 46, 58, 63, 63S, 113 1305, 3055, 3058, 3075, 3080, 3081 Hatvan–Somoskőújfalu-vasútvonal | Salgótarján külső Salgótarján helyi autóbusz-állomás                                                                 |
| 31                                                                                      | Volán központ                | 1U, 3, 4A, 7A, 7C, 9, 13, 19, 36, 63S, 113 1305, 3045, 3055, 3058, 3075, 3080, 3081                                                                                            | KMKK - Nógrád Megyei Területi Igazgatóság                                                                            |
| 33                                                                                      | Csokonai út, szakközépiskola | 1U, 7A, 7C, 63, 63S 3045 | Salgótarjáni Szakképzési Centrum Borbély Lajos Szakközépiskolája, Szakiskolája és Kollégiuma                         |
| 34                                                                                      | Rózsafa, bejárati út         | 1U, 7A, 7C, 63, 63S 3045 | |
| 35                                                                                      | Újtelepi elágazó             | 1U, 7A, 7C, 63, 63S 3045 | |
| 36                                                                                      | Uzoni iskola                 | 1U, 7A, 7C, 63S | Uzoni Péter Gimnázium és Általános Iskola                                                                            |

## Közlekedés
A 7-es busz minden nap közlekedik. Hétköznap - tanítási szünetben és iskolaidőszak alatt is - 5 darab járat közlekedik, 7:00-kor, 15:00-kor, 16:35-kor, 18:35-kor és 22:45-kor. Csak tanítási szünetben 15:55-ös járat közlekedik, ezen járat iskolaidőszak alatt 7B jelzéssel közlekedik (lásd lejjebb). A tanszünetben 7:00-kor induló járat iskolaidőszak alatt 6:50-kor indul, érintve a Forgách-telepet.
Szabad és munkaszüneti napokon 10:35-kor, 12:35-kor, 22:45-kor közlekedik, szabadnapokon a 10:35-ös járat betér Idegérbe, hogy összekösse a piacot a Fáy András körúttal.

## Betétjáratok
7B
A 7-es busz 7B jelzésű betétjárata, amely a Helyi Autóbusz-állomás - Losonci út - Fáy András Körút - Kórház - Helyi Autóbusz-állomás útvonalon közlekedik.
Munkanapokon 9:35-kor 14:05-kor és 15:55-kor indul, utóbbi járata csak iskolai előadások napján. Szabad és munkaszüneti napokon nem közlekedik ilyen jelzéssel járat.
7C
A 7-es 7C jelzésű betétjárata a Helyi Autóbusz-állomás - Losonci út - Fáy András Körút - Losonci út - Helyi Autóbusz-állomás - Uzoni Iskola útvonalon közlekedik, munkanapokon. Lényegében a járat a 7-es busz régi útvonalát járja le. Ezen jelzéssel 1 darab járat indul, munkanapokon 7:20-kor. Szabad és munkaszüneti napokon nem közlekedik ilyen jelzéssel járat.

## Külső hivatkozások
- Valós idejű utastájékoztatás Archiválva 2018. augusztus 21-i dátummal a Wayback Machine-ben